# Triticum aethiopicum
Triticum aethiopicum är en gräsart som beskrevs av Moisej Markovič Jakubziner. Triticum aethiopicum ingår i släktet veten, och familjen gräs. Inga underarter finns listade i Catalogue of Life.